# Campeonato Paulista Série A2 2008
In 2008 werd het 62ste Campeonato Paulista Série A2 gespeeld voor voetbalclubs uit de Braziliaanse staat São Paulo. De competitie werd georganiseerd door de FPF en werd gespeeld van 19 januari tot 1 juni. Santo André werd kampioen. 

## Eerste fase
De top 11 plaatste zich ook voor de Copa Paulista 2008.
| Plaats | Clu                 | Wed. | W  | G | V  | Saldo | Ptn. |
| ------ | ------------------- | ---- | -- | - | -- | ----- | ---- |
| 1.     | Santo André         | 19   | 12 | 4 | 3  | 40:21 | 40   |
| 2.     | Atlético Sorocaba   | 19   | 11 | 7 | 1  | 45:23 | 40   |
| 3.     | Mogi Mirim          | 19   | 11 | 4 | 4  | 30:17 | 37   |
| 4.     | Ferroviária         | 19   | 9  | 6 | 4  | 30:19 | 33   |
| 5.     | Botafogo            | 19   | 9  | 5 | 5  | 31:29 | 32   |
| 6.     | Oeste               | 19   | 8  | 5 | 6  | 25:21 | 29   |
| 7.     | São Bento           | 19   | 7  | 8 | 4  | 29:26 | 29   |
| 8.     | União São João      | 19   | 8  | 4 | 7  | 25:27 | 28   |
| 9.     | São José            | 19   | 7  | 6 | 6  | 23:22 | 27   |
| 10.    | Catanduvense        | 19   | 6  | 8 | 5  | 30:28 | 26   |
| 11.    | Rio Branco          | 19   | 6  | 6 | 7  | 22:22 | 24   |
| 12.    | Monte Azul          | 19   | 6  | 5 | 8  | 26:27 | 23   |
| 13.    | Taquaritinga        | 19   | 6  | 4 | 9  | 35:38 | 22   |
| 14.    | Portuguesa Santista | 19   | 6  | 4 | 9  | 23:28 | 22   |
| 15.    | América             | 19   | 5  | 7 | 7  | 26:29 | 22   |
| 16.    | Comercial           | 19   | 5  | 6 | 8  | 21:28 | 21   |
| 17.    | Bandeirante         | 19   | 5  | 3 | 11 | 26:35 | 18   |
| 18.    | Olímpia             | 19   | 4  | 6 | 9  | 21:42 | 18   |
| 19.    | XV de Jaú           | 19   | 5  | 2 | 12 | 23:32 | 17   |
| 20.    | Inter de Limeira    | 19   | 1  | 6 | 12 | 21:38 | 9    |

|  | Geplaatst voor tweede fase |
|  | Degradatie naar Série A3   |

## Tweede fase

### Groep A
| Plaats | Clu            | Wed. | W | G | V | Saldo | Ptn. |
| ------ | -------------- | ---- | - | - | - | ----- | ---- |
| 1.     | Santo André    | 6    | 2 | 4 | 0 | 9:7   | 10   |
| 2.     | Botafogo       | 6    | 2 | 3 | 1 | 10:9  | 9    |
| 3.     | União São João | 6    | 1 | 4 | 1 | 5:4   | 7    |
| 4.     | Ferroviária    | 6    | 1 | 1 | 4 | 7:11  | 4    |

|  | Geplaatst voor finale  |
|  | Promotie naar Série A1 |

### Groep B
| Plaats | Clu               | Wed. | W | G | V | Saldo | Ptn. |
| ------ | ----------------- | ---- | - | - | - | ----- | ---- |
| 1.     | Oeste             | 6    | 3 | 2 | 1 | 7:5   | 11   |
| 2.     | Mogi Mirim        | 6    | 2 | 2 | 2 | 6:6   | 8    |
| 3.     | São Bento         | 6    | 2 | 1 | 3 | 4:5   | 7    |
| 4.     | Atlético Sorocaba | 6    | 2 | 1 | 3 | 6:7   | 7    |

|  | Geplaatst voor finale  |
|  | Promotie naar Série A1 |

## Finale
Beide clubs promoveren.
|              |       |       |             |                                        |
| 30 mei 20:00 | Oeste | 0 – 0 | Santo André | Picardão, Itápolis Toeschouwers: 1.083 |
| 30 mei 20:00 |       |       |             | Picardão, Itápolis Toeschouwers: 1.083 |

|              |                                            |       |       |                                                                                |
| 1 juni 10:00 | Santo André                                | 2 – 0 | Oeste | Estádio Municipal Anacleto Campanella, São Caetano do Sul Toeschouwers: 15.121 |
| 1 juni 10:00 | Márcio Mixirica 35' Marcelinho Carioca 79' |       |       | Estádio Municipal Anacleto Campanella, São Caetano do Sul Toeschouwers: 15.121 |

## Kampioen
| Campeonato Paulista de 2008 - Série A2 |
| São Paulo                              |
| -------------------------------------- |
| SANTO ANDRÉ Kampioen (3° titel)        |